# Ángel Vallejo

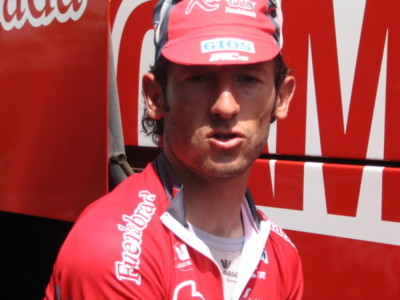
Vallejo im Jahr 2016

Ángel Vallejo Domínguez (* 1. April 1981) ist ein ehemaliger spanischer Radrennfahrer.
Ángel Vallejo begann seine Karriere 2005 bei dem spanischen Professional Continental Team Relax-Fuenlabrada. Zu Beginn der Saison 2006 gewann er eine Etappe bei der Tour de Langkawi. Auf der letzten Etappe, die durch Kuala Lumpur führte, wurde er zum Sieger erklärt, weil das Rennen neutralisiert wurde und er in Führung lag. Zweimal startete er bei der Vuelta a España: 2006 belegte er Platz 58 in der Gesamtwertung, 2007 Platz 47.

## Erfolge
2004
- eine Etappe Vuelta a Extremadura

2006
- eine Etappe Tour de Langkawi

2010
- Gesamtwertung Vuelta Ciclista a León

## Teams
- 2005 Relax-Fuenlabrada
- 2006 Relax-GAM
- 2007 Relax-GAM
- 2008 Centro Ciclismo de Loulé (ab 25.07.)
- 2009 Andorra-Grandvalira
- 2010 Supermercados Froiz